# フェリックス・カスパー
フェリックス・カスパー（Felix Kaspar、1915年1月14日 - 2003年12月3日）は、オーストリア出身の男性フィギュアスケート選手。ガルミッシュパルテンキルヘンオリンピック男子シングル銅メダリスト。1937年、1938年世界フィギュアスケート選手権チャンピオン。

## 経歴
- 1936年ガルミッシュパルテンキルヘンオリンピックで銅メダル獲得。
- 1937年、1938年世界フィギュアスケート選手権優勝[1]。
- 1937年、1938年ヨーロッパフィギュアスケート選手権優勝。
- 1965年にアメリカに移り住み、スケートコーチとなる。当時アメリカにスケート留学していた渡部絵美を指導したことで知られている。
- 1998年世界フィギュアスケート殿堂入り。
- 2003年12月3日、フロリダ州で死去。

## 主な戦績
| 大会/年      | 1933-34 | 1934-35 | 1935-36 | 1936-37 | 1937-38 |
| ------------ | ------- | ------- | ------- | ------- | ------- |
| オリンピック |         |         | 3       |         |         |
| 世界選手権   |         |         | 3       | 1       | 1       |
| 欧州選手権   | 7       | 2       | 4       | 1       | 1       |